# Serie A 2015-2016 (hockey su ghiaccio)
La Serie A di hockey su ghiaccio 2015-2016, l'82º campionato italiano della massima serie, è stata organizzata dalla Federazione Italiana Sport del Ghiaccio e dalla Italian Ice Hockey Association (nel mese di dicembre sostituita dalla rinata LIHG).
Nel corso dell'estate del 2015 furono apportate alcune modifiche al regolamento del campionato, ritornato dopo una sola stagione da dodici a otto squadre partecipanti.
La stagione si è conclusa con il Ritten Sport vincitore del suo secondo scudetto.

## Squadre
La Serie A dopo una sola stagione scese da dodici a otto partecipanti dopo aver perso quattro formazioni che decisero di autoretrocedersi in Serie B: Appiano, Caldaro, Egna e Milano Rossoblu.
| Asiago Hockey        | Veneto              | Asiago (VI)               | Hodegart                     | 3.000 | 52 |
| SG Cortina           | Veneto              | Cortina d'Ampezzo (BL)    | Stadio Olimpico del Ghiaccio | 2.700 | 68 |
| HC Valpellice        | Piemonte            | Torre Pellice (TO)        | Cotta Morandini              | 2.440 | 15 |
| HC Pustertal         | Trentino-Alto Adige | Brunico (BZ)              | Rienzstadion                 | 2.050 | 42 |
| Ritten Sport         | Trentino-Alto Adige | Collalbo (BZ)             | Arena Ritten                 | 1.200 | 20 |
| HC Fassa             | Trentino-Alto Adige | Alba di Canazei (TN)      | Gianmario Scola              | 3.500 | 31 |
| WSV Sterzing Broncos | Trentino-Alto Adige | Vipiteno (BZ)             | Weihenstephan Arena          | 1.700 | 10 |
| HC Gherdëina         | Trentino-Alto Adige | Selva di Val Gardena (BZ) | Pranives                     | 2.000 | 49 |

## Formula

### Calendario
La stagione regolare si sviluppò su tre gironi di andata e ritorno, per un totale di quarantadue giornate.. Alle squadre fu concessa maggiore libertà sulla data e l'orario delle proprie partite casalinghe, infatti alcune squadre scelsero di giocare anche al venerdì al posto del giovedì.
Al termine della stagione regolare tutte e otto le squadre partecipanti si qualificarono per i playoff, seguendo gli abituali accoppiamenti 1/8, 2/7, 3/6 e 4/5. Tutte le gare dei playoff, quarti di finale, semifinali e finale, furono disputate al meglio dei sette incontri.

### Regolamento
Da questa stagione vennero allungati i minuti degli eventuali overtime, che da 5 divennero 7, con le squadre che li giocarono in 4 contro 4 ma che, dopo il 3º minuto di gioco, alla prima interruzione utile, si scontrarono in 3 contro 3. Gli overtime dei playoff continuarono invece ad essere giocati in 4 contro 4 e sempre dalla durata di 20 minuti (fatta salva la rete della sudden death). Venne introdotta inoltre la prova video (precedentemente non ammessa) per eventuali reclami da inoltrare al Giudice Sportivo. Infine le "fighting rules" vennero valutate in base al grado di responsabilità dei giocatori, anche per quanto concerneva le sanzioni disciplinari.

#### Transfer card
Rimase invariato il limite massimo di giocatori stranieri schierabili individuato in sole 4 unità. Venivano comunque non considerati giocatori stranieri quei giocatori provenienti da Federazione estera in possesso anche di cittadinanza italiana e che avessero disputato almeno 16 mesi consecutivi (e non 24 mesi come le stagioni precedenti) nei campionati italiani e che fossero però in possesso (una novità introdotta la passata stagione) anche del cosiddetto Transfer card illimitato (da richiedere alla propria Federazione di appartenenza).
Il mercato per i giocatori stranieri si chiudeva, come di consueto, il 31 gennaio.

## Stagione regolare

### Primo girone
19 settembre 2015 - 31 ottobre 2015
| 1ª           | giornata             | 14ª          |
| 19 set. 2015 |                      | 31 ott. 2015 |
| 3-0          | Cortina-Asiago       | 4-1          |
| 5-2          | Fassa-Valpellice     | 3-1          |
| 0-6          | Gardena-Val Pusteria | 2-4          |
| 1-0          | Vipiteno-Renon       | 1-2          |

| 4ª          | giornata                | 11ª          |
| 1 ott. 2015 |                         | 17 ott. 2015 |
| 1-6         | Asiago-Renon            | 0-1 dts      |
| 2-6         | Cortina-Gardena         | 3-4 dts      |
| 1-0         | Fassa-Vipiteno          | 3-6          |
| 1-7         | Valpellice-Val Pusteria | 1-4          |

| 7ª          | giornata              | 8ª           |
| 8 ott. 2015 |                       | 10 ott. 2015 |
| 3-2 dts     | Gardena-Asiago        | 4-8          |
| 2-3 dr      | Renon-Fassa           | 4-0          |
| 5-2         | Valpellice-Cortina    | 2-1          |
| 5-4 dts     | Val Pusteria-Vipiteno | 3-4 dr       |

| 2ª           | giornata            | 13ª          |
| 24 set. 2015 |                     | 29 ott. 2015 |
| 3-8          | Asiago-Val Pusteria | 1-2          |
| 1-4          | Cortina-Fassa       | 1-4          |
| 4-1          | Renon-Gardena       | 6-5          |
| 2-5          | Valpellice-Vipiteno | 3-2          |

| 5ª          | giornata             | 10ª          |
| 3 ott. 2015 |                      | 17 ott. 2015 |
| 4-3         | Gardena-Fassa        | 1-7          |
| 5-0         | Renon-Valpellice     | 4-1          |
| 3-5         | Val Pusteria-Cortina | 4-3          |
| 4-2         | Vipiteno-Asiago      | 2-4          |

| 3ª           | giornata           | 12ª          |
| 26 set. 2015 |                    | 24 ott. 2015 |
| 1-5          | Fassa-Asiago       | 1-5          |
| 4-5          | Gardena-Valpellice | 2-5          |
| 1-5          | Val Pusteria-Renon | 0-4          |
| 2-0          | Vipiteno-Cortina   | 4-3          |

| 6ª          | giornata           | 9ª           |
| 6 ott. 2015 |                    | 15 ott. 2015 |
| 1-4         | Asiago-Valpellice  | 5-0          |
| 3-6         | Cortina-Renon      | 0-2          |
| 1-3         | Fassa-Val Pusteria | 3-8          |
| 10-1        | Vipiteno-Gardena   | 3-4 dr       |

Legenda: dts = dopo i tempi supplementari; dr = dopo i tiri di rigore

### Secondo girone
12 novembre 2015 - 6 gennaio 2016
| 15ª          | giornata            | 28ª         |
| 12 nov. 2015 |                     | 6 gen. 2016 |
| 3-5          | Asiago-Renon        | 1-8‡        |
| 3-4 dts      | Fassa-Val Pusteria  | 3-4 dts     |
| 4-5 dr       | Gardena-Cortina     | 4-3 dts     |
| 2-1          | Vipiteno-Valpellice | 2-3 dr      |

| 18ª          | giornata             | 25ª          |
| 21 nov. 2015 |                      | 30 dic. 2015 |
| 2-5          | Cortina-Val Pusteria | 2-6          |
| 4-8          | Gardena-Asiago       | 1-4          |
| 7-0          | Renon-Vipiteno       | 3-2 dr       |
| 2-1 dts      | Valpellice-Fassa     | 0-4          |

| 21ª         | giornata            | 22ª          |
| 3 dic. 2015 |                     | 23 dic. 2015 |
| 2-1         | Cortina-Valpellice  | 0-4          |
| 4-0         | Renon-Gardena       | 1-3          |
| 5-6 dts     | Val Pusteria-Asiago | 4-2          |
| 5-3         | Vipiteno-Fassa      | 5-1          |

| 16ª          | giornata              | 27ª         |
| 14 nov. 2015 |                       | 4 gen. 2016 |
| 3-6          | Cortina-Asiago        | 3-6         |
| 4-2          | Renon-Fassa           | 2-1 dts     |
| 1-2 dr       | Valpellice-Gardena    | 3-5         |
| 3-2          | Val Pusteria-Vipiteno | 6-2         |

| 19ª          | giornata                | 24ª          |
| 26 nov. 2015 |                         | 28 dic. 2015 |
| 2-3          | Fassa-Gardena           | 2-3 dts      |
| 3-4 dr       | Renon-Cortina           | 5-1          |
| 4-1          | Val Pusteria-Valpellice | 5-2          |
| 4-3 dts      | Vipiteno-Asiago         | 1-7          |

| 17ª          | giornata           | 26ª         |
| 19 nov. 2015 |                    | 2 gen. 2016 |
| 5-1          | Asiago-Valpellice  | 2-3         |
| 4-0          | Fassa-Cortina      | 4-5         |
| 2-4          | Val Pusteria-Renon | 0-4         |
| 4-0          | Vipiteno-Gardena   | 4-0         |

| 20ª          | giornata             | 23ª          |
| 28 nov. 2015 |                      | 26 dic. 2015 |
| 3-2 dts      | Asiago-Fassa         | 2-4          |
| 3-4          | Cortina-Vipiteno     | 5-2          |
| 1-5          | Gardena-Val Pusteria | 2-3          |
| 4-5 dts      | Valpellice-Renon     | 1-7          |

Legenda: dts = dopo i tempi supplementari; dr = dopo i tiri di rigore

‡ Partita che l'Asiago disputa schierando sul ghiaccio giocatori provenienti dalla sua U18 e dal farm-team Pergine, a causa della concomitanza con l'impegno europeo (finale di Continental Cup) due giorni dopo. Il Renon si rifiutò di spostare la partita per non perdere l'incasso dell'ultimo giorno delle festività natalizie.

### Terzo girone
9 gennaio 2016 - 27 febbraio 2016
| 29ª         | giornata           | 42ª          |
| 9 gen. 2016 |                    | 27 feb. 2016 |
| 7-4         | Asiago-Cortina     | 5-3          |
| 3-6         | Valpellice-Gardena | 2-1 dts      |
| 3-5         | Val Pusteria-Fassa | 3-5          |
| 2-4         | Vipiteno-Renon     | 2-4          |

| 32ª          | giornata            | 39ª          |
| 21 gen. 2016 |                     | 18 feb. 2016 |
| 7-6 dr       | Cortina-Valpellice  | 1-4          |
| 2-1 dts      | Fassa-Renon         | 4-6          |
| 2-0          | Gardena-Vipiteno    | 3-2 dts      |
| 6-4          | Val Pusteria-Asiago | 6-5 dts      |

| 35ª          | giornata             | 36ª          |
| 28 gen. 2016 |                      | 30 gen. 2016 |
| 3-1          | Cortina-Val Pusteria | 4-6          |
| 3-2 dr       | Fassa-Gardena        | 3-0          |
| 5-2          | Renon-Asiago         | 2-5          |
| 0-4          | Valpellice-Vipiteno  | 2-3 dts      |

| 30ª          | giornata             | 41ª          |
| 14 gen. 2016 |                      | 25 feb. 2016 |
| 6-3          | Cortina-Vipiteno     | 2-4          |
| 3-5          | Fassa-Asiago         | 1-5          |
| 2-5          | Gardena-Val Pusteria | 1-5          |
| 2-0          | Renon-Valpellice     | 2-1          |

| 33ª          | giornata              | 38ª         |
| 23 gen. 2016 |                       | 6 feb. 2016 |
| 5-4 dts      | Cortina-Fassa         | 1-2         |
| 4-1          | Renon-Gardena         | 1-0 dr      |
| 2-6          | Valpellice-Asiago     | 3-2 dts     |
| 1-3          | Vipiteno-Val Pusteria | 2-5         |

| 31ª          | giornata                | 40ª          |
| 16 gen. 2016 |                         | 20 feb. 2016 |
| 3-2          | Asiago-Gardena          | 4-0          |
| 4-3          | Renon-Cortina           | 4-0          |
| 5-1          | Valpellice-Val Pusteria | 0-4          |
| 6-3          | Vipiteno-Fassa          | 4-3          |

| 34ª          | giornata           | 37ª         |
| 26 gen. 2016 |                    | 4 feb. 2016 |
| 4-3 dts      | Asiago-Vipiteno    | 1-2         |
| 1-0          | Fassa-Valpellice   | 4-5         |
| 3-1          | Gardena-Cortina    | 3-2         |
| 3-1          | Val Pusteria-Renon | 2-0         |

Legenda: dts = dopo i tempi supplementari; dr = dopo i tiri di rigore

### Classifica
|  | Pos. | Squadra          | Pt  | G  | V  | VOT | POT | P  | GF  | GS  | DR  |
|  | ---- | ---------------- | --- | -- | -- | --- | --- | -- | --- | --- | --- |
|  | 1.   | Ritten-Renon     | 100 | 42 | 29 | 5   | 3   | 5  | 153 | 68  | +85 |
|  | 2.   | Val Pusteria     | 91  | 42 | 27 | 4   | 2   | 9  | 167 | 111 | +56 |
|  | 3.   | Asiago           | 68  | 42 | 19 | 3   | 5   | 15 | 154 | 133 | +21 |
|  | 4.   | Vipiteno Broncos | 67  | 42 | 18 | 4   | 5   | 15 | 126 | 119 | +7  |
|  | 5.   | Fassa Falcons    | 55  | 42 | 14 | 3   | 7   | 18 | 118 | 131 | -13 |
|  | 6.   | Valpellice       | 45  | 42 | 11 | 4   | 4   | 23 | 92  | 140 | -48 |
|  | 7.   | Gherdëina        | 44  | 42 | 9  | 6   | 5   | 22 | 98  | 156 | -58 |
|  | 8.   | Cortina          | 34  | 42 | 8  | 4   | 2   | 28 | 111 | 161 | -50 |

Note:

Tre punti a vittoria, due punti a vittoria dopo overtime o rigori, un punto a sconfitta dopo overtime o rigori, zero a sconfitta.

## Playoff
|  | Quarti di finale | Quarti di finale | Quarti di finale | Quarti di finale | Quarti di finale | Quarti di finale | Quarti di finale | Quarti di finale | Quarti di finale |    |   | Semifinali | Semifinali | Semifinali | Semifinali | Semifinali | Semifinali | Semifinali | Semifinali | Semifinali |  |   | Finali       | Finali | Finali | Finali | Finali | Finali | Finali | Finali | Finali |  |  |
|  |                  |                  |                  |                  |                  |                  |                  |                  |                  |    |   |            |            |            |            |            |            |            |            |            |  |   |              |        |        |        |        |        |        |        |        |  |  |
|  | 1                | Ritten-Renon     | 1†               | 5                | 9                | 5                |                  |                  |                  |    |   |            |            |            |            |            |            |            |            |            |  |   |              |        |        |        |        |        |        |        |        |  |  |
|  | 8                | Cortina          | 0                | 0                | 1                | 2                |                  |                  |                  |    |   |            |            |            |            |            |            |            |            |            |  |   |              |        |        |        |        |        |        |        |        |  |  |
|  | 8                | Cortina          | 0                | 0                | 1                | 2                |                  | 1                | Ritten-Renon     | 3  | 5 | 7          | 3†         |            |            |            |            |            |            |            |  |   |              |        |        |        |        |        |        |        |        |  |  |
|  |                  |                  |                  |                  |                  |                  |                  |                  |                  | 3  | 5 | 7          | 3†         |            |            |            |            |            |            |            |  |   |              |        |        |        |        |        |        |        |        |  |  |
|  |                  | 4                | Vipiteno Broncos | 1                | 2                | 1                | 2                |                  |                  |    |   |            |            |            |            |            |            |            |            |            |  |   |              |        |        |        |        |        |        |        |        |  |  |
|  | 4                | 4                | Vipiteno Broncos | 1                | 2                | 1                | 2                | Vipiteno Broncos | 3                | 3  | 6 | 6          | 2†         |            |            |            |            |            |            |            |  |   |              |        |        |        |        |        |        |        |        |  |  |
|  | 4                |                  |                  |                  |                  |                  |                  | Vipiteno Broncos | 3                | 3  | 6 | 6          | 2†         |            |            |            |            |            |            |            |  |   |              |        |        |        |        |        |        |        |        |  |  |
|  | 5                | Fassa Falcons    | 1                | 4                | 2                | 1                | 1                |                  |                  |    |   |            |            |            |            |            |            |            |            |            |  |   |              |        |        |        |        |        |        |        |        |  |  |
|  |                  |                  |                  |                  |                  |                  |                  |                  |                  |    |   |            |            |            |            |            |            |            |            |            |  | 1 | Ritten-Renon | 2      | 4      | 1      | 4†     | 6      | 3      |        |        |  |  |
|  |                  |                  | 2                | Val Pusteria     | 3‡               | 1                | 2†               | 3                | 2                | 1  |   |            |            |            |            |            |            |            |            |            |  |   |              |        |        |        |        |        |        |        |        |  |  |
|  | 3                | Asiago           | 4                | 3                | 6                | 3                | 1                | 2                | 6                |    |   |            |            |            |            |            |            |            |            |            |  |   |              |        |        |        |        |        |        |        |        |  |  |
|  | 6                | Valpellice       | 7                | 2                | 2                | 1                | 5                | 5                | 2                |    |   |            |            |            |            |            |            |            |            |            |  |   |              |        |        |        |        |        |        |        |        |  |  |
|  | 6                | Valpellice       | 7                | 2                | 2                | 1                | 5                | 5                | 2                |    | 3 | Asiago     | 0          | 3          | 2          | 1          |            |            |            |            |  |   |              |        |        |        |        |        |        |        |        |  |  |
|  |                  |                  |                  |                  |                  |                  |                  |                  |                  |    | 3 | Asiago     | 0          | 3          | 2          | 1          |            |            |            |            |  |   |              |        |        |        |        |        |        |        |        |  |  |
|  |                  | 2                | Val Pusteria     | 5                | 4†               | 6                | 4                |                  |                  |    |   |            |            |            |            |            |            |            |            |            |  |   |              |        |        |        |        |        |        |        |        |  |  |
|  | 2                | 2                | Val Pusteria     | 5                | 4†               | 6                | 4                | Val Pusteria     | 5                | 5† | 1 | 2          | 6          |            |            |            |            |            |            |            |  |   |              |        |        |        |        |        |        |        |        |  |  |
|  | 2                |                  |                  |                  |                  |                  |                  | Val Pusteria     | 5                | 5† | 1 | 2          | 6          |            |            |            |            |            |            |            |  |   |              |        |        |        |        |        |        |        |        |  |  |
|  | 7                | Gherdëina        | 3                | 4                | 2†               | 4                | 1                |                  |                  |    |   |            |            |            |            |            |            |            |            |            |  |   |              |        |        |        |        |        |        |        |        |  |  |

†: partita terminata ai tempi supplementari; ‡: partita terminata ai tiri di rigore

### Quarti di finale

#### Renon - Cortina
| Arbitri: | Claudio Ferrini Luca Marri |

|                                           |           |  |
| B. Cook (C. Borgatello, S. Kostner) 75:26 | Marcatori |  |

| Arbitri: | Claudio Pianezze Luca Cassol |

|  |           | |
|  | Marcatori | 15:46 M. Van Guilder (L. Ansoldi, C. Borgatello) 19:31 B. Cole (M. Van Guilder, S. Kostner) 23:08 M. Van Guilder (C. Borgatello, B. Cook) 27:02 B. Cook (S. Kostner, C. Borgatello) 36:01 A. Frei (C. Vigl) |

| Arbitri: | Daniel Gamper Turo Virta |

| |           |                                             |
| M. Van Guilder (B. Cook, C. Borgatello) 07:17 D. Tudin (J. Kostner, F. Ebner) 14:42 M. Van Guilder (B. Cole, C. Borgatello) 19:24 M. Van Guilder (E. Scelfo, B. Cook) 31:27 L. Ansoldi (F. Ebner, S. Kostner) 33:06 S. Kostner (B. Cook, M. Van Guilder) 34:12 M. Van Guilder (C. Borgatello, D. Tudin) 39:01 B. Cook (M. Van Guilder, S. Kostner) 42:55 E. Scelfo (L. Ansoldi, D. Tudin) 48:18 | Marcatori | 52:11 S. Momesso (R. Lacedelli, M. Ranallo) |

| Arbitri: | Alex Lazzeri Karl Pichler |

|                                                                                           |           | |
| S. Momesso (A. Esposito, L. Zandonella) 53:41 L. Zandonella (F. Adami, P. Wunderer) 57:40 | Marcatori | 22:01 B. Cook (B. Cole, D. Tudin) 22:35 A. Frei (E. Scelfo, B. Cole) 34:22 B. Cook (S. Kostner) 54:45 L. Ansoldi (B. Cole, D. Tudin) 59:01 M. Van Guilder (B. Cook, B. Cole) |

#### Val Pusteria - Gardena
| Arbitri: | Nadir Ceschini Glauco Colcuc |

| |           | |
| V. Schweitzer (A. Hofer, T. Johnson) 18:58 M. Oberrauch (G. Scandella, T. Johnson) 20:59 L. Tauber (B. Obermair, T. Johnson) 29:29 G. Scandella (A. Helfer) 43:22 G. Scandella (K. DeVergilio, A. Helfer) 58:48 | Marcatori | 12:16 L. Moffatt (J. Mercier, S. Sims) 35:01 G. Vinatzer (J. Mercier, D. Eastman) 50:31 J. Mercier (D. Eastman, L. Moffatt) |

| Arbitri: | Leandro Soraperra Luca Marri |

| |           | |
| B. Kostner (G. Vinatzer, J. Mercier) 24:32 B. Kostner (D. Peruzzo, I. Demetz) 30:31 G. Vinatzer (J. Mercier, D. Peruzzo) 58:28 J. Mercier (S. Sims, D. Eastman) 59:54 | Marcatori | 30:56 A. Helfer (K. DeVergilio, G. Scandella) 34:11 M. Oberrauch (R. Andergassen, J. Maylan) 35:28 M. Oberrauch (F. Bouchard, A. Hofer) 37:30 V. Schweitzer (K. DeVergilio, R. Andergassen) 63:34 R. Kavanagh (R. Andergassen) |

| Arbitri: | Glauco Colcuc Thomas Gasser |

|                                              |           |                                                                                     |
| G. Scandella (R. Andergassen, P. Bona) 47:37 | Marcatori | 38:15 D. Eastman (L. Moffatt, J. Mercier) 61:24 J. Mercier (D. Eastman, L. Moffatt) |

| Arbitri: | Claudio Ferrini Nadir Ceschini |

|                                                                                   |           | |
| L. Moffatt (D. Eastman, J. Mercier) 11:10 B. Bregenzer (I. Demetz, S. Sims) 33:13 | Marcatori | 14:26 G. Scandella (R. Kavanagh, K. DeVergilio) 16:43 G. Scandella (A. Helfer, K. DeVergilio) 47:29 G. Scandella (D. Elliscasis, A. Helfer) 59:50 V. Schweitzer (A. Helfer, A. Hofer) |

| Arbitri: | Andrea Benvegnù Andrea Moschen |

| |           |                                        |
| V. Schweitzer (J. Maylan, A. Hofer) 13:54 V. Schweitzer (K. DeVergilio, A. Helfer) 23:54 M. Oberrauch (J. Maylan, F. Bouchard) 25:29 K. DeVergilio (G. Scandella, F. Bouchard) 30:47 D. Elliscasis (A. Helfer, P. Bona) 56:07 F. Bouchard (G. Scandella, A. Hofer) 57:11 | Marcatori | 05:09 D. Eastman (J. Mercier, S. Sims) |

#### Asiago - Valpellice
| Arbitri: | Andrea Benvegnù Andrea Moschen |

| |           | |
| A. Luciani (A. Lutz) 08:10 E. Miglioranzi (A. Luciani, S. Bentivoglio) 36:33 E. Miglioranzi (M. Presti, M. Tessari) 51:00 A. Nigro (D. Iori, A. Luciani) 57:52 | Marcatori | 05:03 F. De Biasio (M. Mondon Marin, P. Canale) 13:53 E. Caletti (A. Silva, A. Schina) 17:03 A. Silva (A. Petrov, F. De Biasio) 27:46 A. Canzanello (M. Pozzi, A. Silva) 40:53 A. Petrov (A. Canzanello, F. De Biasio) 58:29 P. Nicolao (A. Signoretti, P. Canale) 59:40 M. Mondon Marin |

| Arbitri: | Fabio Lottaroli Simone Lega |

|                                                                                       |           | |
| A. Petrov (A. Silva, A. Schina) 09:33 A. Canzanello (A. Petrov, M. Colavecchia) 59:18 | Marcatori | 00:53 L. Ulmer (D. Sullivan, S. Bentivoglio) 42:08 A. Meneghini (A. Nigro, P. Zanette) 58:23 D. Iori (A. Nigro) |

| Arbitri: | Claudio Ferrini Alex Lazzeri |

| |           |                                                                   |
| A. Luciani (P. Zanette, A. Nigro) 08:18 D. Sullivan (A. Luciani, D. Mantovani) 13:10 A. Luciani (S. Bentivoglio, A. Nigro) 26:49 A. Lutz (S. Bentivoglio, A. Luciani) 37:11 A. Luciani (A. Nigro, A. Meneghini) 43:27 S. Bentivoglio (A. Luciani, D. Sullivan) 59:18 | Marcatori | 19:36 M. Pozzi (A. Canzanello) 54:44 S. Della Rovere (E. Caletti) |

| Arbitri: | Fabio Lottaroli Simone Lega |

|                                      |           | |
| A. Schina (M. Pozzi, A. Silva) 35:07 | Marcatori | 36:15 S. Bentivoglio (M. Magnabosco, L. Ulmer) 36:51 A. Luciani (A. Nigro, P. Zanette) 47:54 L. Ulmer (D. Sullivan, M. Sullivan) |

| Arbitri: | Daniel Gamper Thomas Gasser |

|                                                    |           | |
| D. Sullivan (S. Bentivoglio, E. Miglioranzi) 27:19 | Marcatori | 35:33 P. Nicolao (E. Caletti, F. De Biasio) 36:44 M. Pozzi (A. Silva, A. Petrov) 37:36 E. Caletti (M. Colavecchia, S. Della Rovere) 57:05 M. Colavecchia (E. Caletti, S. Della Rovere) 58:37 M. Colavecchia (S. Della Rovere, A. Signoretti) |

| Arbitri: | Daniel Gamper Fabio Lottaroli |

| |           |                                                                                             |
| S. Della Rovere (M. Colavecchia, E. Caletti) 02:31 M. Colavecchia (S. Della Rovere, E. Caletti) 08:49 M. Colavecchia 20:59 M. Colavecchia (E. Caletti, A. Silva) 47:33 A. Petrov (A. Silva, A. Canzanello) 56:00 | Marcatori | 17:38 S. Bentivoglio (L. Ulmer, M. Magnabosco) 38:52 D. Sullivan (S. Bentivoglio, A. Nigro) |

| Arbitri: | Luca Cassol Claudio Pianezze |

| |           |                                                                        |
| M. Tessari (M. Presti, E. Miglioranzi) 15:32 M. Presti (D. Sulliva, A. Nigro) 28:25 M. Magnabosco (A. Lutz) 32:45 A. Luciani (E. Miglioranzi, M. Sullivan) 48:41 L. Ulmer (S. Marchetti) 56:22 P. Zanette (A. Luciani) 57:40 | Marcatori | 07:06 M. Mondon Marin (A. Petrov, M. Pozzi) 57:07 M. Pozzi (A. Petrov) |

#### Vipiteno - Fassa
| Arbitri: | Daniel Gamper Thomas Gasser |

| |           |                                  |
| P. Mair (S. Baur, R. Stampfer) 25:54 D. Erlacher (T. Kofler, P. Grandi) 32:54 A. Hughesman (T. Stefishen, J. Walters) 39:02 | Marcatori | 32:25 D. Veggiato (J. Niinimäki) |

| Arbitri: | Karl Pichler Turo Virta |

| |           | |
| J. Niinimäki (J. Lepine, D. Veggiato) 11:34 M. Vaskivuo (T. Dantone, J. Niinimäki) 41:47 J. Niinimäki (J. Lepine, M. Vaskivuo) 54:19 J. Lepine (M. Vaskivuo) 58:51 | Marcatori | 06:24 P. Mair (R. Stampfer, H. Stofner) 14:06 M. Širokovs (A. Hughesman, T. Stefishen) 21:12 J. Walters (T. Stefishen, M. Širokovs) |

| Arbitri: | Andrea Benvegnù Andrea Moschen |

| |           |                                                                                         |
| A. Hughesman (J. Walters, M. Širokovs) 13:21 J. Walters (F. Hackhofer, T. Stefishen) 18:10 T. Stefishen (F. Hackhofer, J. Walters) 27:53 J. Walters (A. Hughesman, D. Fabris) 36:15 T. Stefishen (A. Hughesman, J. Walters) 36:42 M. Širokovs (F. Hackhofer, J. Walters) 58:55 | Marcatori | 30:18 M. Vas (D. Veggiato, J. Niinimäki) 42:34 L. Felicetti (M. Vaskivuo, M. Marchetti) |

| Arbitri: | Luca Cassol Claudio Pianezze |

|                                        |           | |
| M. Vaskivuo (T. Dantone, M. Vas) 05:25 | Marcatori | 06:48 F. Hackhofer (J. Walters, A. Hughesman) 29:30 T. Stefishen (S. Baur, J. Walters) 39:11 A. Hughesman (J. Walters, T. Stefishen) 39:59 T. Stefishen (A. Hughesman, J. Walters) 52:56 J. Walters 55:24 I. Deluca (T. Kofler, P. Pircher) |

| Arbitri: | Claudio Ferrini Alex Lazzeri |

|                                                             |           |                                             |
| S. Baur (T. Stefishen, J. Walters) 57:05 T. Stefishen 62:29 | Marcatori | 22:18 M. De Toni (L. Felicetti, C. Lorenzi) |

### Semifinali

#### Renon - Vipiteno
| Arbitri: | Andrea Benvegnù Turo Virta |

|                                                                                            |           |                                          |
| M. Van Guilder (C. Borgatello) 08:53 J. Kostner (M. Spinell, B. Cole) 55:42 D. Tudin 59:57 | Marcatori | 48:52 J. Walters (T. Stefishen, S. Baur) |

| Arbitri: | Karl Pichler Andrea Moschen |

|                                                                          |           | |
| H. Stofner (P. Mair, P. Pircher) 17:39 T. Stefishen (A. Hughesman) 57:08 | Marcatori | 10:40 D. Tudin (D. Ceresa) 15:58 D. Tudin (C. Borgatello, M. Van Guilder) 37:13 D. Ceresa (J. Kostner, M. Spinell) 42:42 D. Tudin (M. Van Guilder, B. Cook) 59:18 M. Van Guilder (B. Cook, D. Tudin) |

| Arbitri: | Daniel Gamper Alex Lazzeri |

| |           |                                     |
| M. Fauster (A. Eisath, T. Spinell) 12:00 B. Cole (E. Scelfo, L. Ansoldi) 13:29 C. Borgatello (M. Van Guilder, B. Cole) 13:52 A. Eisath (M. Fauster, T. Spinell) 14:50 A. Frei 34:01 M. Van Guilder (B. Cook, C. Borgatello) 35:29 A. Frei (M. Spinell) 53:19 | Marcatori | 06:18 P. Mair (H. Stofner, S. Baur) |

| Arbitri: | Claudio Ferrini Luca Marri |

|                                                             |           |                                                                                      |
| M. Širokovs (J. Walters) 07:32 T. Stefishen (S. Baur) 35:11 | Marcatori | 26:44 F. Ebner (S. Kostner) 15:58 M. Spinell (J. Kostner) 67:40 B. Cook (L. Ansoldi) |

#### Val Pusteria - Asiago
| Arbitri: | Thomas Gasser Daniel Gamper |

| |           |  |
| M. Oberrauch (F. Bouchard, R. Kavanagh) 09:26 J. Maylan (F. Bouchard, C. Willeit) 29:09 V. Schweitzer (K. DeVergilio, G. Scandella) 34:59 J. Maylan (F. Bouchard, M. Oberrauch) 54:55 R. Andergassen (P. Bona, C. Willeit) 57:41 | Marcatori |  |

| Arbitri: | Glauco Colcuc Nadir Ceschini |

| |           | |
| F. Benetti (A. Lutz, M. Tessari) 02:13 M. Tessari (D. Sullivan, L. Ulmer) 29:09 F. Benetti (L. Ulmer, M. Stevan) 43:46 | Marcatori | 16:38 K. DeVergilio (M. Oberrauch) 46:59 G. Scandella (J. Maylan, K. DeVergilio) 57:16 R. Kavanagh (F. Bouchard, A. Helfer) 62:09 K. DeVergilio (G. Scandella) |

| Arbitri: | Luca Cassol Claudio Pianezze |

| |           |                                                                                  |
| F. Bouchard (J. Maylan, L. Tauber) 17:54 M. Oberrauch (G. Scandella, K. DeVergilio) 37:11 F. Bouchard (J. Maylan, A. Helfer) 46:53 F. Bouchard (L. Tauber, J. Maylan) 43:46 R. Andergassen (P. Bona, P. Rizzo) 52:43 K. DeVergilio (F. Bouchard, T. Johnson) 55:29 | Marcatori | 41:26 M. Presti (F. Benetti, M. Stevan) 54:24 E. Miglioranzi (D. Iori, A. Nigro) |

| Arbitri: | Fabio Lottaroli Simone Lega |

|                                             |           | |
| A. Luciani (S. Bentivoglio, A. Nigro) 55:59 | Marcatori | 45:04 J. Maylan (F. Bouchard, L. Tauber) 50:16 R. Andergassen (P. Rizzo, P. Bona) 54:29 G. Scandella (K. DeVergilio, D. Elliscasis) 58:28 G. Scandella (A. Helfer, K. DeVergilio) |

### Finale

#### Renon - Val Pusteria
| Arbitri: | Daniel Gamper Fabio Lottaroli |

|                                                                                         |                |                                                                                    |
| T. Spinell (F. Ebner, C. Borgatello) 01:31 J. Kostner (C. Borgatello, M. Spinell) 17:54 | Marcatori      | 50:16 A. Helfer (G. Scandella, J. Maylan) 58:58 A. Helfer (G. Scandella, A. Hofer) |
|                                                                                         | Shootout 0 – 1 | A. Hofer                                                                           |

| Arbitri: | Luca Cassol Claudio Pianezze |

|                                                 |           | |
| M. Oberrauch (F. Bouchard, K. DeVergilio) 16:55 | Marcatori | 13:06 B. Cole (C. Borgatello, M. Van Guilder) 28:23 C. Borgatello (J. Kostner, M. Spinell) 55:48 S. Kostner (M. Van Guilder, B. Cook) 58:39 M. Van Guilder |

| Arbitri: | Andrea Benvegnù Andrea Moschen |

|                                         |           |                                                                                       |
| T. Spinell (A. Eisath, D. Ceresa) 08:45 | Marcatori | 20:58 M. Oberrauch (F. Bouchard, T. Johnson) 66:19 T. Johnson (F. Bouchard, A. Hofer) |

| Arbitri: | Karl Pichler Turo Virta |

| |           | |
| P. Bona (T. Johnson, A. Hofer) 06:32 F. Bouchard (R. Kavanagh, B. Obermair) 09:59 R. Kavanagh (A. Hofer, J. Maylan) 51:12 | Marcatori | 25:43 M. Spinell (F. Ebner, D. Ceresa) 35:13 B. Cook (A. Frei, L. Ansoldi) 44:28 E. Scelfo 67:44 A. Frei |

| Arbitri: | Daniel Gamper Claudio Ferrini |

| |           |                                                                                             |
| B. Cook (D. Tudin, C. Borgatello) 18:13 D. Tudin (B. Cook, M. Van Guilder) 18:24 B. Cook (M. Van Guilder, C. Borgatello) 22:41 J. Kostner (M. Spinell, C. Borgatello) 47:01 M. Van Guilder (L. Ansoldi, C. Borgatello) 48:11 E. Scelfo (T. Spinell, J. Kostner) 53:26 | Marcatori | 08:02 M. Oberrauch (K. DeVergilio, G. Scandella) 58:56 R. Kavanagh (G. Scandella, A. Hofer) |

| Arbitri: | Daniel Gamper Luca Cassol |

|                                              |           |                                                                            |
| R. Kavanagh (M. Oberrauch, C. Willeit) 35:16 | Marcatori | 22:56 J. Kostner (M. Spinell) 45:16 B. Cook (M. Van Guilder) 59:48 B. Cook |

## Statistiche

### Stagione regolare

#### Classifica marcatori
Aggiornata al 27 febbraio 2016.
| Giocatore         | Squadra          | PG | Gol | Assist | Punti |
| ----------------- | ---------------- | -- | --- | ------ | ----- |
| Adam Hughesman    | Vipiteno Broncos | 42 | 26  | 39     | 65    |
| Sean Bentivoglio  | Asiago           | 39 | 19  | 45     | 64    |
| François Bouchard | Val Pusteria     | 42 | 33  | 30     | 63    |
| Brendan Cook      | Ritten-Renon     | 42 | 33  | 30     | 63    |
| Kevin DeVergilio  | Val Pusteria     | 41 | 27  | 36     | 63    |
| Jason Walters     | Vipiteno Broncos | 42 | 25  | 36     | 61    |
| Justin Maylan     | Val Pusteria     | 42 | 20  | 41     | 61    |
| Layne Ulmer       | Asiago           | 40 | 28  | 32     | 60    |
| Mark Van Guilder  | Ritten-Renon     | 41 | 18  | 39     | 57    |
| Mike Vaskivuo     | Fassa Falcons    | 40 | 25  | 30     | 55    |
| Anthony Nigro     | Asiago           | 40 | 19  | 36     | 55    |
| Luke Moffatt      | Gherdëina        | 42 | 19  | 34     | 53    |
| Justin Mercier    | Gherdëina        | 39 | 20  | 23     | 43    |
| Alex Gellert      | Cortina          | 42 | 18  | 24     | 42    |
| Aleksandr Petrov  | Valpellice       | 41 | 18  | 21     | 39    |
|                   |                  |    |     |        |       |

#### Classifica portieri
Aggiornata al 27 febbraio 2016.
| Giocatore            | Squadra          | PG | MGS  | Sv%  |
| -------------------- | ---------------- | -- | ---- | ---- |
| Andrew Engelage      | Ritten-Renon     | 39 | 1.54 | 93.9 |
| Juuso Riksman        | Val Pusteria     | 34 | 2.48 | 91.6 |
| Mark Demetz          | Vipiteno Broncos | 30 | 2.54 | 92.0 |
| Chris Carrozzi       | Asiago           | 30 | 2.82 | 90.3 |
| Dominik Steinmann    | Vipiteno Broncos | 15 | 2.92 | 89.9 |
| Thomas Tragust       | Fassa Falcons    | 40 | 2.93 | 90.0 |
| Shane Madolora       | Valpellice       | 24 | 2.99 | 91.0 |
| Gianluca Vallini     | Gherdëina        | 41 | 3.41 | 90.0 |
| Alex Caffi           | Cortina          | 17 | 3.58 | 90.1 |
| Martino Valle Da Rin | Cortina          | 17 | 3.90 | 88.9 |
|                      |                  |    |      |      |

### Playoff

#### Classifica marcatori
Aggiornata al 14 aprile 2016.
| Giocatore            | Squadra          | PG | Gol | Assist | Punti |
| -------------------- | ---------------- | -- | --- | ------ | ----- |
| Mark Van Guilder     | Ritten-Renon     | 14 | 12  | 11     | 23    |
| Brendan Cook         | Ritten-Renon     | 14 | 11  | 10     | 21    |
| Giulio Scandella     | Val Pusteria     | 15 | 9   | 11     | 20    |
| Christian Borgatello | Ritten-Renon     | 14 | 2   | 17     | 19    |
| François Bouchard    | Val Pusteria     | 15 | 5   | 13     | 18    |
| Jason Walters        | Vipiteno Broncos | 9  | 5   | 11     | 16    |
| Kevin DeVergilio     | Val Pusteria     | 15 | 4   | 12     | 16    |
| Taylor Stefishen     | Vipiteno Broncos | 9  | 7   | 7      | 14    |
| Anthony Luciani      | Asiago           | 11 | 7   | 6      | 13    |
| Justin Maylan        | Val Pusteria     | 15 | 3   | 10     | 13    |
|                      |                  |    |     |        |       |

#### Classifica portieri
Aggiornata al 14 aprile 2016.
| Giocatore         | Squadra          | PG | MGS  | Sv%  |
| ----------------- | ---------------- | -- | ---- | ---- |
| Andrew Engelage   | Ritten-Renon     | 14 | 1.34 | 95.6 |
| Tyler Weiman      | Val Pusteria     | 15 | 2.30 | 93.3 |
| Dominik Steinmann | Vipiteno Broncos | 8  | 2.44 | 92.6 |
| Davide Mantovani  | Asiago           | 6  | 3.20 | 86.9 |
| Neil Conway       | Valpellice       | 7  | 3.31 | 91.3 |
|                   |                  |    |      |      |

## Classifica finale
| Pos. | Squadra          |
| ---- | ---------------- |
| 1    | Ritten-Renon     |
| 2    | Val Pusteria     |
| 3    | Asiago           |
| 4    | Vipiteno Broncos |
| 5    | Fassa Falcons    |
| 6    | Valpellice       |
| 7    | Gherdëina        |
| 8    | Cortina          |

## Verdetti
- Campione d'Italia:  Ritten Sport (2º titolo)

| Campioni d'Italia 2015-2016 Ritten Sport | Portieri: Andrew Engelage, Josef Niederstätter, Roland Fink Difensori: Ivan Tauferer, David Ceresa, Christoph Wenter, Maximilian Ploner, Fabian Ebner, Andreas Alber, Christoph Vigl, Brad Cole, Christian Borgatello (C) Attaccanti: Kevin Fink, Julian Kostner, Alexander Eisath, Jan Waldner, Dan Tudin (A), Matthias Fauster, Alex Frei, Markus Spinell, Simon Kostner, Mark Van Guilder (A), Luca Ansoldi, Mirko Quinz, Emanuel Scelfo, Brendan Cook, Thomas Spinell Staff Tecnico: Riku-Petteri Lehtonen (Allenatore), Robert Scelfo (Ass. allenatore) |

- Qualificata per la Continental Cup 2016-2017: Ritten Sport